# Mosel
Die Mosel (französisch Moselle, luxemburgisch Muselⓘ) ist mit 544 km Fließstrecke der zweitlängste Nebenfluss des Rheins nach der Maas. Der Fluss, dessen Name „kleine Maas“ bedeutet, entspringt in Frankreich, in den Vogesen am Col de Bussang und mündet in Koblenz in den Mittelrhein. In Lothringen fließt die Mosel durch Remiremont und Épinal, im weiten Bogen um Nancy nach Metz und weiter nach Norden. Hinter Thionville wendet sie sich nach Nordosten und bildet die Grenze zwischen Luxemburg und Deutschland, bevor sie Trier erreicht. Das deutsche Moseltal wird geprägt vom stark mäandernden Verlauf mit vielen Weinbergen an teils sehr steilen Hängen.
Der Fluss wurde von seinen Anliegerstaaten ab 1958 bis Neuves-Maisons im Rahmen der Moselkanalisierung reguliert und damit zur Großschifffahrtsstraße ausgebaut. Die Mosel gehört von der deutsch-französischen Grenze bis zur Mündung zur Wasserstraßenklasse Vb. Die Anwohner der Mosel nennen sich Moselaner.

## Name
Der Name Mosel leitet sich von der keltischen Namensform Mosea über das lateinische Mosella ab, eine Verkleinerungsform von Mosa, der lateinischen Bezeichnung der anfangs parallel fließenden Maas.
Erstmals wurde die Mosel von Tacitus in Buch 13 der Annalen und in Buch 4 der Historien erwähnt.
Der römische Dichter Decimius Magnus Ausonius setzte ihr bereits im 4. Jahrhundert ein literarisches Denkmal. In seinem 371 entstandenen Gedicht Mosella, in 483 Hexametern verfasst, beschreibt der spätantike Dichter und Lehrer am Trierer Kaiserhof eine Reise von Bingen am Rhein über den Hunsrück an die Mosel und deren Verlauf folgend, nach Trier (Ausoniusstraße). Ausonius schildert blühende und reiche Landschaften am Fluss und im Tal der Mosel, die sie nicht zuletzt der Politik der spätantiken Herrscher verdanken.

## Geografie

### Überblick

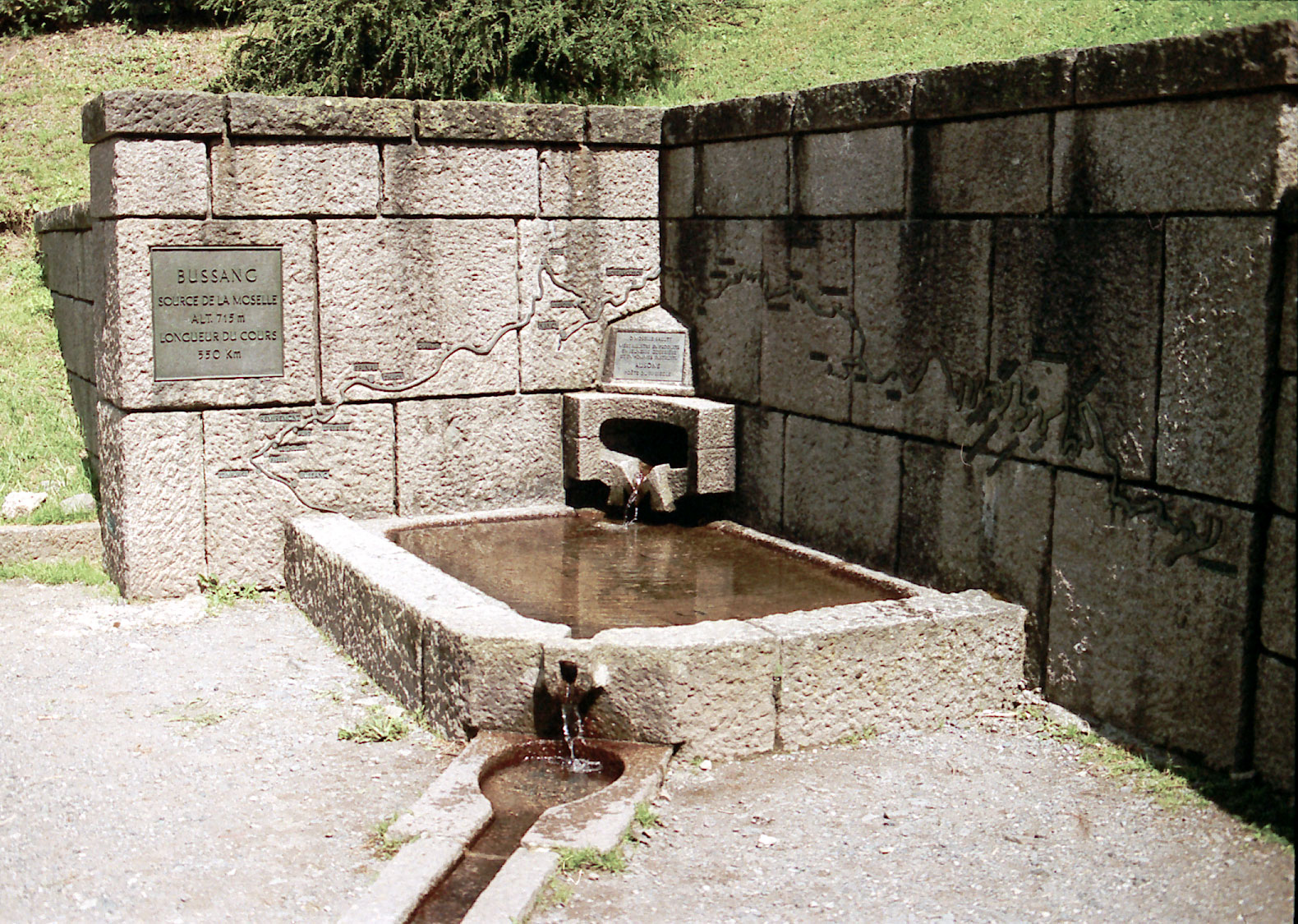
Moselquelle am Col de Bussang (FR)

Die Mosel entspringt in den südlichen Vogesen nahe dem Col de Bussang auf etwa 700 m Höhe und mündet in Koblenz am Deutschen Eck, bei 59,7 m Höhe von Westen in den Rhein.
Der mittlere Abfluss an der Mündung beträgt 320 m³/s, womit die Mosel nach Aare (560 m³/s) und Maas (357 m³/s) sowie vor Main und Neckar der drittgrößte Nebenfluss des Rheins ist.
Die Länge der Mosel beträgt 544 km, davon 313 km in Frankreich und 231 km in Deutschland, davon etwa 36 km gemeinsam mit Luxemburg.
Die Länge der Mosel mit der Moselotte beträgt 558 km.

### Flussabschnitte

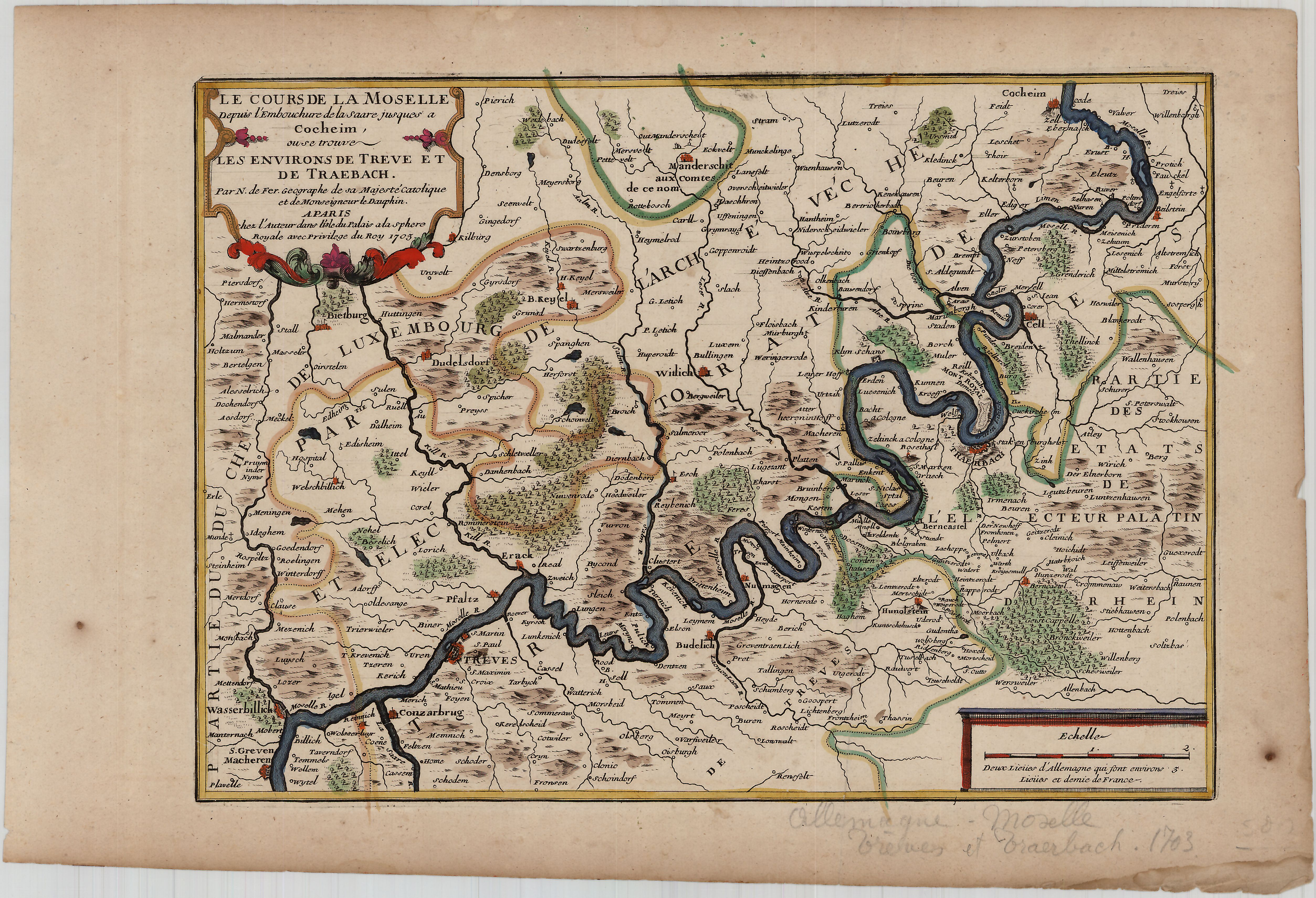
Verlauf der Mosel von Grevenmacher bis Cochem (1705)

Der Moselabschnitt vom deutsch-französisch-luxemburgischen Dreiländereck bis zur Einmündung der Saar bei Konz kurz vor Trier wird in Deutschland (geographisch inkorrekt) als Obermosel bezeichnet. Der Bereich von Trier bis Pünderich wird Mittelmosel, der Abschnitt zwischen Pünderich und der Mündung in Koblenz Untermosel oder auch Terrassenmosel genannt. Charakteristisch für Mittel- und Untermosel sind die tief in die Hochflächen des Rheinischen Schiefergebirges eingeschnittenen Talmäander, deren markantester der Cochemer Krampen zwischen Bremm und Cochem ist, sowie die Weinbergterrassen.
Ab dem Dreiländereck markiert die Mosel die gesamte saarländisch-luxemburgische Grenze.

### Einzugsgebiet

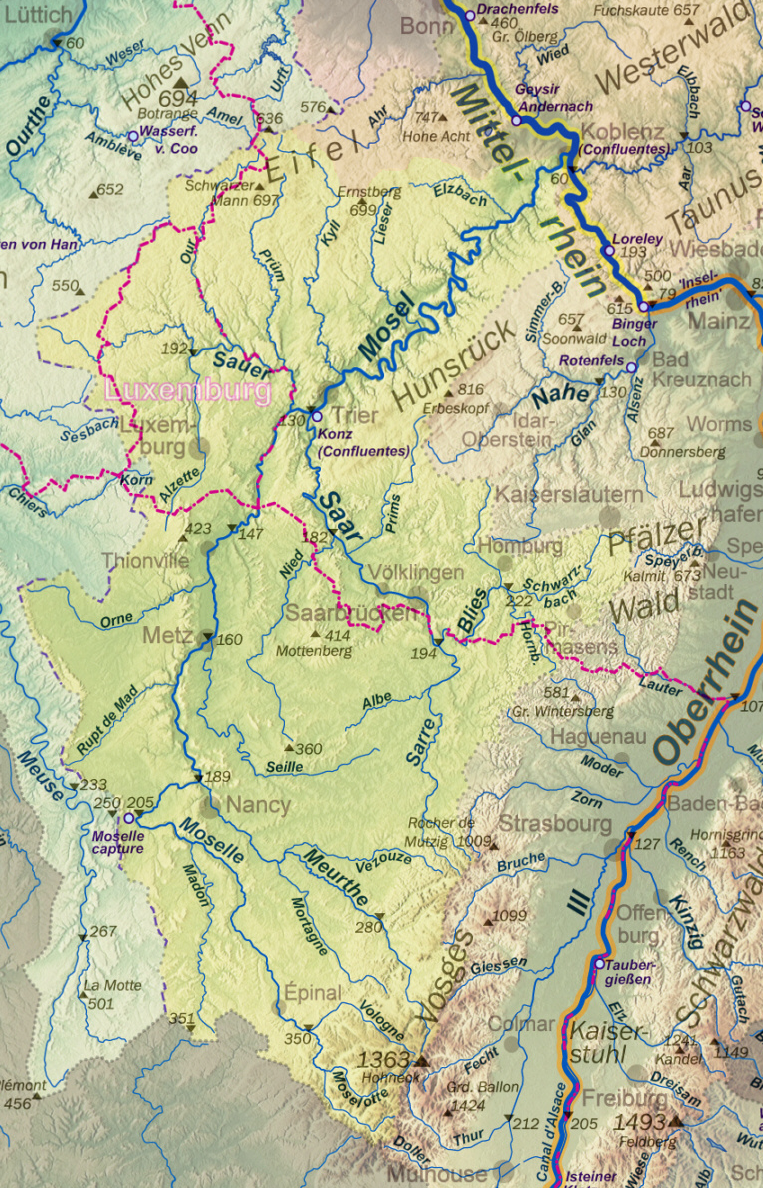
Flusssystem der Mosel

Das Einzugsgebiet der Mosel beträgt 28.153,275 km². Der französische Teil macht mit 15.360 km² etwa 54,5 Prozent des Gesamtgebietes aus und gehört heute zur Region Grand Est, historisch fast ganz zu Lothringen. Auf Rheinland-Pfalz entfallen 6980 km², auf das Saarland 2569 km², auf Luxemburg 2521 km², auf die belgische Wallonie 767 km² und auf Nordrhein-Westfalen 88 km².

### Zuflüsse
| Die 10 längsten Zuflüsse der Mosel                        | Die 10 längsten Zuflüsse der Mosel | Die 10 längsten Zuflüsse der Mosel | Die 10 längsten Zuflüsse der Mosel | Die 10 längsten Zuflüsse der Mosel |
| --------------------------------------------------------- | ---------------------------------- | ---------------------------------- | ---------------------------------- | ---------------------------------- |
|                                                           |                                    |                                    |                                    |                                    |
| Saar                                                      | Saar                               |                                    | 227 km                             | 227 km                             |
| Sauer                                                     | Sauer                              |                                    | 173 km                             | 173 km                             |
| Meurthe                                                   | Meurthe                            |                                    | 161 km                             | 161 km                             |
| Kyll                                                      | Kyll                               |                                    | 142 km                             | 142 km                             |
| Seille                                                    | Seille                             |                                    | 138 km                             | 138 km                             |
| Madon                                                     | Madon                              |                                    | 97 km                              | 97 km                              |
| Orne                                                      | Orne                               |                                    | 86 km                              | 86 km                              |
| Lieser                                                    | Lieser                             |                                    | 74 km                              | 74 km                              |
| Salm                                                      | Salm                               |                                    | 63 km                              | 63 km                              |
| Elzbach                                                   | Elzbach                            |                                    | 59 km                              | 59 km                              |
| – dunkelblau: linke Zuflüsse, hellblau: rechte Zuflüsse – |                                    |                                    |                                    |                                    |

| Die 10 wasserreichsten Zuflüsse der Mosel                 | Die 10 wasserreichsten Zuflüsse der Mosel | Die 10 wasserreichsten Zuflüsse der Mosel | Die 10 wasserreichsten Zuflüsse der Mosel | Die 10 wasserreichsten Zuflüsse der Mosel |
| --------------------------------------------------------- | ----------------------------------------- | ----------------------------------------- | ----------------------------------------- | ----------------------------------------- |
|                                                           |                                           |                                           |                                           |                                           |
| Saar                                                      | Saar                                      |                                           | 78,2 m³/s                                 | 78,2 m³/s                                 |
| Sauer                                                     | Sauer                                     |                                           | 53,8 m³/s                                 | 53,8 m³/s                                 |
| Meurthe                                                   | Meurthe                                   |                                           | 41,1 m³/s                                 | 41,1 m³/s                                 |
| Moselotte                                                 | Moselotte                                 |                                           | 13,7 m³/s                                 | 13,7 m³/s                                 |
| Orne                                                      | Orne                                      |                                           | 12,4 m³/s                                 | 12,4 m³/s                                 |
| Madon                                                     | Madon                                     |                                           | 11,1 m³/s                                 | 11,1 m³/s                                 |
| Seille                                                    | Seille                                    |                                           | 10,5 m³/s                                 | 10,5 m³/s                                 |
| Kyll                                                      | Kyll                                      |                                           | 10,2 m³/s                                 | 10,2 m³/s                                 |
| Vologne                                                   | Vologne                                   |                                           | 9,7 m³/s                                  | 9,7 m³/s                                  |
| Alf                                                       | Alf                                       |                                           | 4,5 m³/s                                  | 4,5 m³/s                                  |
| – dunkelblau: linke Zuflüsse, hellblau: rechte Zuflüsse – |                                           |                                           |                                           |                                           |

| Die 10 größten Einzugsgebiete an der Mosel                | Die 10 größten Einzugsgebiete an der Mosel | Die 10 größten Einzugsgebiete an der Mosel | Die 10 größten Einzugsgebiete an der Mosel | Die 10 größten Einzugsgebiete an der Mosel |
| --------------------------------------------------------- | ------------------------------------------ | ------------------------------------------ | ------------------------------------------ | ------------------------------------------ |
|                                                           |                                            |                                            |                                            |                                            |
| Saar                                                      | Saar                                       |                                            | 7431 km²                                   | 7431 km²                                   |
| Sauer                                                     | Sauer                                      |                                            | 4259 km²                                   | 4259 km²                                   |
| Meurthe                                                   | Meurthe                                    |                                            | 3085 km²                                   | 3085 km²                                   |
| Seille                                                    | Seille                                     |                                            | 1348 km²                                   | 1348 km²                                   |
| Orne                                                      | Orne                                       |                                            | 1268 km²                                   | 1268 km²                                   |
| Madon                                                     | Madon                                      |                                            | 1032 km²                                   | 1032 km²                                   |
| Kyll                                                      | Kyll                                       |                                            | 843 km²                                    | 843 km²                                    |
| Lieser                                                    | Lieser                                     |                                            | 402 km²                                    | 402 km²                                    |
| Rupt de Mad                                               | Rupt de Mad                                |                                            | 385 km²                                    | 385 km²                                    |
| Vologne                                                   | Vologne                                    |                                            | 369 km²                                    | 369 km²                                    |
| – dunkelblau: linke Zuflüsse, hellblau: rechte Zuflüsse – |                                            |                                            |                                            |                                            |

Die 20 größten direkten Nebenflüsse tragen zum Einzugsgebiet der Mosel von insgesamt 28.153 km² etwa 82 Prozent bei, nämlich circa 23.000 km².
| Reihen- folge | Name        | Mündungsseite | Länge (km) | Einzugsgebiet (km²) | Abfluss (m³/s) |
| ------------- | ----------- | ------------- | ---------- | ------------------- | -------------- |
| 01            | Moselotte   | rechts        | 048        | 0356                | 13,7           |
| 02            | Vologne     | rechts        | 050        | 0369                | 09,7           |
| 03            | Durbion     | rechts        | 035        | 0145                | 02,0           |
| 04            | Madon       | links         | 097        | 1032                | 11,1           |
| 05            | Meurthe     | rechts        | 160        | 3085                | 41,1           |
| 06            | Terrouin    | links         | 030        | 0171                | 00,7           |
| 07            | Esch        | links         | 046        | 0239                | 01,5           |
| 08            | Rupt de Mad | links         | 055        | 0385                | 03,7           |
| 09            | Seille      | rechts        | 138        | 1348                | 10,5           |
| 10            | Orne        | links         | 086        | 1268                | 12,4           |
| 11            | Syr         | links         | 032        | 0207                | 01,9           |
| 12            | Sauer       | links         | 173        | 4259                | 53,8           |
| 13            | Saar        | rechts        | 246        | 7431                | 78,2           |
| 14            | Ruwer       | rechts        | 049        | 0237                | 02,7           |
| 15            | Kyll        | links         | 142        | 0849                | 10,2           |
| 16            | Salm        | links         | 063        | 0299                | 02,0           |
| 17            | Dhron       | rechts        | 036        | 0319                | 01,9           |
| 18            | Lieser      | links         | 074        | 0402                | 03,5           |
| 19            | Alf         | links         | 052        | 0358                | 04,5           |
| 20            | Elzbach     | links         | 059        | 0221                | 01,5           |

### Ausgewählte Orte
Die größeren Orte zwischen Quelle und Mündung sind:
Frankreich
Rupt-sur-Moselle, Remiremont, Épinal, Charmes, Toul, Pont-à-Mousson, Metz, Hagondange, Thionville, Cattenom, Sierck-les-Bains;
Luxemburg / Kondominium
Schengen / Perl, Remich / Nennig, Grevenmacher / Wellen, Wasserbillig / Oberbillig;
Deutschland
Konz, Trier, Schweich, Neumagen-Dhron, Piesport, Bernkastel-Kues, Zeltingen-Rachtig, Traben-Trarbach, Zell, Cochem, Treis-Karden, Kobern-Gondorf, Koblenz;
Einzugsgebiet
Die Großstädte im Einzugsgebiet der Mosel sind Saarbrücken/Saar, Luxemburg/Alzette, Metz, Koblenz, Trier und Nancy/Meurthe.

## Geologie
Vor etwa 50 Millionen Jahren entstanden die Vogesen, das heutige Quellgebiet der Mosel. Im Miozän und im Pliozän war die Urmosel bereits ein Nebenfluss des Ur-Rheins. Als im Quartär das Rheinische Schiefergebirge langsam aufstieg, entstanden die Mäander der Mosel zwischen dem Trierer Tal und dem Neuwieder Becken. Während der Saale-Kaltzeit, vor rund 250.000 Jahren, zapfte die Mosel den damaligen Oberlauf der Maas an, der so zum heutigen Oberlauf der Mosel wurde. Das 12 km lange Tal zwischen Toul und Pagny-sur-Meuse fiel als Folge der Flussanzapfung trocken, ein damaliger linksseitiger Maas-Nebenfluss wurde so zum heutigen Oberlauf der Maas.

## Wasserstände
Höchster Schifffahrtswasserstand (HSW) bei 695 cm und Normalstau (NSt) bei 200 cm am Pegel Trier.
Der niedrigste bekannte Wasserstand (NNW) der Mosel betrug 47 cm am 28. Juli 1921 in Bernkastel.
| Datum             | Pegelstände (cm) | Pegelstände (cm) | Pegelstände (cm) | Pegelstände (cm) | Weiteres                         |
| Datum             | Perl             | Trier            | Zeltingen        | Cochem           | Weiteres                         |
| ----------------- | ---------------- | ---------------- | ---------------- | ---------------- | -------------------------------- |
| Februar 1784      |                  | >1230            |                  | 1218             | siehe: Hochwasser 1784           |
| Silvester 1947    |                  | 01139            |                  | 0980             | Trier: Höchster Stand seit 1817  |
| 21. Dezember 1993 | 729              | 01128            | 1173             | 1034             | Cochem: Höchster Stand seit 1818 |
| 28. Mai 1983      | 833              | 01056            | 1080             | 0931             |                                  |
| 23. Januar 1995   | 724              | 01033            | 1081             | 0948             |                                  |
| 12. April 1983    | 851              | 01026            | 1046             | 0899             |                                  |
| 27. Februar 1997  | 706              | 00994            | 1010             | 0872             |                                  |
| 3. Januar 2003    |                  | 00982            | 1057             | 0921             |                                  |
| 1. Januar 1982    | 723              | 00973            | 1019             | 0872             |                                  |
| 1. November 1998  |                  | 00941            | 0969             | 0844             |                                  |
| 13. Januar 1993   |                  | 00935            | 0980             | 0                |                                  |
| 6. Februar 1980   | 683              | 00932            |                  | 0817             |                                  |
| 5. Januar 2018    |                  | 00850            |                  | 0733             |                                  |

Das größte Hochwasser der vergangenen 500 Jahre mit bekannten Daten war im Februar 1784 nach der Schneeschmelze mit Eisgang. In Verbindung steht dabei ein großer Vulkanausbruch in Island (Laki-Krater), dem kalte und feuchte Jahre folgten. Für das möglicherweise noch stärkere Hochwasser von 1226 und das Magdalenenhochwasser 1342 liegen für eine mögliche Verbindung der Mosel mit den isländischen Vulkanausbrüchen am Brennisteinsfjöll nicht genügend Daten vor. 1784 wurden die Hochwässer der 1990er Jahre (max. 4500 m³ pro s) mit einer Durchflussmenge von 5750 m³ pro Sekunde klar übertroffen. Dabei ist der Pegel in Cochem der historisch aussagekräftigste für die Mosel. 1781 war das Hochwasser in Cochem noch höher als 1784.

## Wasserqualität
Gütemessstellen für die Wasserqualität im Einzugsgebiet der Mosel befinden sich in Palzem, Fankel und Koblenz sowie in Kanzem/Saar.
Im März 2013 ist Gewässerschutz vom VSR-Gewässerschutz e. V. hinsichtlich erhöhter Nitratwerte im deutschen Teil der Mosel festgestellt worden. Die Messpunkte des Vereins wiesen zwischen 15,9 mg/l und 20 mg/l Nitrat auf. Nach den Vorgaben der Länderarbeitsgemeinschaft Wasser (LAWA) dürfte die Mosel für einen „guten Zustand“ nur 11 mg/l Nitrat aufweisen. Dieser Wert wurde an allen Messstellen überschritten. Als Hauptgründe nennt der Verein stark belastete Nebenflüsse und eine bereits hohe Belastung der Mosel an der deutschen Grenze. Positiv wurde verzeichnet, dass die Nitratbelastung in Deutschland trotz intensiven Weinbaus nur wenig zunimmt. Jedoch warnt der Verein davor, dass aufgrund des Klimawandels die Nitratauswaschung der Weinberge wieder zunehmen könnte.

## Wirtschaft

### Schifffahrt
Nach dem Zweiten Weltkrieg drängte Frankreich darauf, die Mosel mit größeren Schiffen befahren zu können, um die lothringischen Industriegebiete an den Seehafen Rotterdam anbinden zu können. Als sich 1955 die Bevölkerung an der Saar für die Bundesrepublik Deutschland entschieden hatte (vgl. Vertrag von Luxemburg), forderte Frankreich als Entschädigung den Ausbau der Mosel. Es vereinbarte im Moselvertrag vom 27. Oktober 1956 mit der Bundesrepublik Deutschland und Luxemburg die Moselkanalisierung und gestand Deutschland im Gegenzug die sogenannte Schlingenlösung am Oberrhein zu (anstatt eines Weiterbaus des Rheinseitenkanals über Breisach hinaus). 1958 begannen die Bauarbeiten, und schon am 26. Mai 1964 konnte die Mosel von Metz bis Koblenz als staugeregelte Großschifffahrtsstraße mit 14 Staustufen offiziell freigegeben werden. Frankreich erweiterte bis 1979 den Ausbau nach Neuves-Maisons.
Damit sind bis heute 394 km des Flusses mit insgesamt 28 Staustufen ausgebaut worden (siehe Liste der Moselstaustufen). In den Jahren 1992 bis 1999 wurde die Fahrrinne von 2,70 m auf 3,00 m vertieft, was einem 1500-Tonnen-Frachter eine etwa 20 % Erhöhung der Ladung bringt. Die Fahrrinne hat eine Breite von 40 m, in Kurven verbreitert. Ende 2021 waren drei Schleusen mit Doppelkammern aufgerüstet: Trier, Zeltingen und Fankel. Für die Schifffahrt ist die 1962 gegründete Internationale Moselkommission (IMK) mit Sitz in Trier zuständig. Die von ihr erarbeitete Moselschifffahrtspolizeiverordnung gilt in allen drei Anliegerstaaten, also von Metz bis Koblenz.
Bereits 1970 wurden mehr als zehn Millionen Tonnen Güter auf der Mosel transportiert, ein großer Teil mit Schubverbänden; zu Berg hauptsächlich Brennstoffe und Erze, zu Tal Stahlerzeugnisse, Kies und Steine.

#### Historisch
Vor dem Ausbau war die Mosel ab Frouard schiffbar. Hier mündete auch der Canal de la Marne au Rhin in die Mosel. Durch die wechselnden Wasserstände, z. B. teilweise nur 0,3 m Tiefe bei Metz, war die Schifffahrt stark behindert. im 19. Jahrhundert wurde die Tiefe auf 0,7 m bei Niedrigwasser und 1,4 m bei Normalwasser vertieft. Es konnten Boote bis 80 t maximal und 27 t minimal die Mosel befahren. Die Boote wurden mit Pferden getreidelt. Die Fahrt von Sierck-les-Bains an der französischen Grenze bis Pont-à-Mousson dauerte 5 Tage flussaufwärts und 2,5 Tage abwärts. Zwischen Jouy-aux-Arches und Metz existieren noch Reste des alten Seitenkanals Canal de Jouy. Er war 8,6 km lang und wurde von 1867 bis 1877 gebaut. 1903 wurde der Anschluss an die Seille eingeebnet, um den Bahnhof von Metz zu bauen.

### Verwaltung
Die Mosel war seit 1921 Reichswasserstraße, heute wird sie als Bundeswasserstraße von Apach (Staustufe Apach) am Dreiländereck bis zu ihrer Mündung in den Rhein bei Rhein-km 592,29 in Koblenz auf 242 Kilometern Länge vom Wasserstraßen- und Schifffahrtsamt Mosel-Saar-Lahn verwaltet. Sie ist als europäische Wasserstraße Vb eingestuft. Anders als beim Rhein beginnt ihre Kilometrierung an der Mündung mit km 0 und läuft gegen die Fließrichtung aufwärts.
Von Apach bildet die Mosel auf 36 km Länge seit 1816 ein Kondominium, ein gemeinschaftliches deutsch-luxemburgisches Hoheitsgebiet, für das die Aufgabenverteilung seit 1976 in einem Abkommen geregelt ist. Die 1957 zunächst zur Finanzierung des Ausbaus gegründete Internationale Moselgesellschaft verwaltet die Schifffahrtsabgaben und die daraus zu deckenden Kosten für Betrieb und Unterhaltung. 2025 hat die Bundesrepublik Deutschland beschlossen, die internationalen Schifffahrtsgebühren auf der Mosel abzuschaffen. Damit wird insbesondere die Eisen- und Stahlindustrie im Saarland und in Lothringen entlastet.

### Infrastruktur

#### Brücken und Fähren

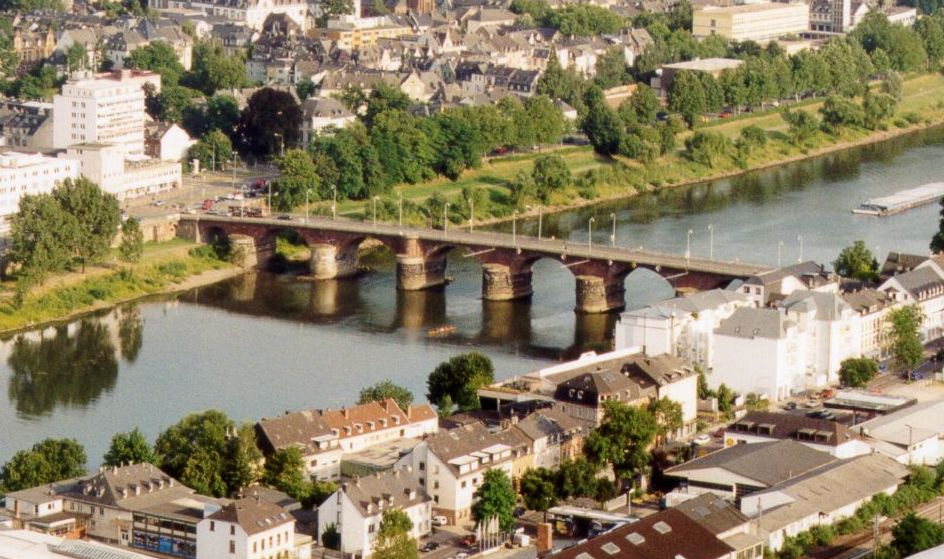
Römerbrücke (Trier)

Bereits eine Römische Brücke Stadtbredimus-Palzem führte seinerzeit die Via Agrippa über die Mosel.
Weitere Brücken über die Mosel waren die Römerbrücke in Trier oder die Römische Pfahlbrücke in Koblenz.
Die Moselbrücke Bernkastel-Kues von 1872/1874 war seinerzeit der einzige Brückenübergang an der Mosel zwischen Trier und Koblenz.
Ältere Brücken sind auch die Balduinbrücke und die Moseleisenbahnbrücke in Koblenz, die Konzer Moselbrücke oder die Remicher Brücke.
In den 1870er Jahren entstanden dann die Eisenbahnbrücken an der Moselstrecke.
Alte Moselbrücken gibt es auch in Metz (Pont des Morts, Pont Tiffroy) oder in Thionville (Pont des Alliés).
Die Moselfähren haben eine lange Tradition, einige sind noch im Einsatz. Siehe auch: Liste der Moselfähren
Ersatzübergangsstellen
Ersatzübergangsstellen (Nato-Rampen) befinden sich bei Langsur/Wasserliesch, Schweich/Longuich, Longen/Longuich, Minheim/Niederemmel, Müden/Burgen und Winningen/Dieblich.

#### Häfen
Ein Hafen befindet sich in Trier, ein Umschlagplatz in Zell (Mosel); weitere Häfen befinden sich in Mertert, Thionville, Metz und Frouard. Neben der Güterschifffahrt verkehren Ausflugsschiffe zwischen den touristisch teilweise sehr intensiv erschlossenen Weindörfern und kleinen Städtchen der Mittel- und Untermosel.
Yacht- oder Sporthäfen gibt es in folgenden Orten:
Koblenz, Winningen, Brodenbach, Burgen, Löf, Hatzenport, Senheim, Treis, Traben-Trarbach, Kues, Neumagen, Pölich, Schweich, Trier, Konz und Schwebsingen. Die Mosel ist bei Toul über den Canal de la Marne au Rhin unter anderem mit der Maas, der Saône und der Rhone verbunden. Über weitere Kanäle sind die Nordsee und auch das Mittelmeer zu erreichen.

#### Eisenbahnstrecken
Eisenbahnstrecken an der Mosel sind die Bahnstrecke Metz-Ville–Zoufftgen zwischen Metz und Thionville, die Bahnstrecke Thionville–Trier (Obermoselstrecke), die Moselstrecke (Trier-Koblenz) und historisch auch die Moselbahn rechts der Mosel (Trier-Bullay).

### Staustufen

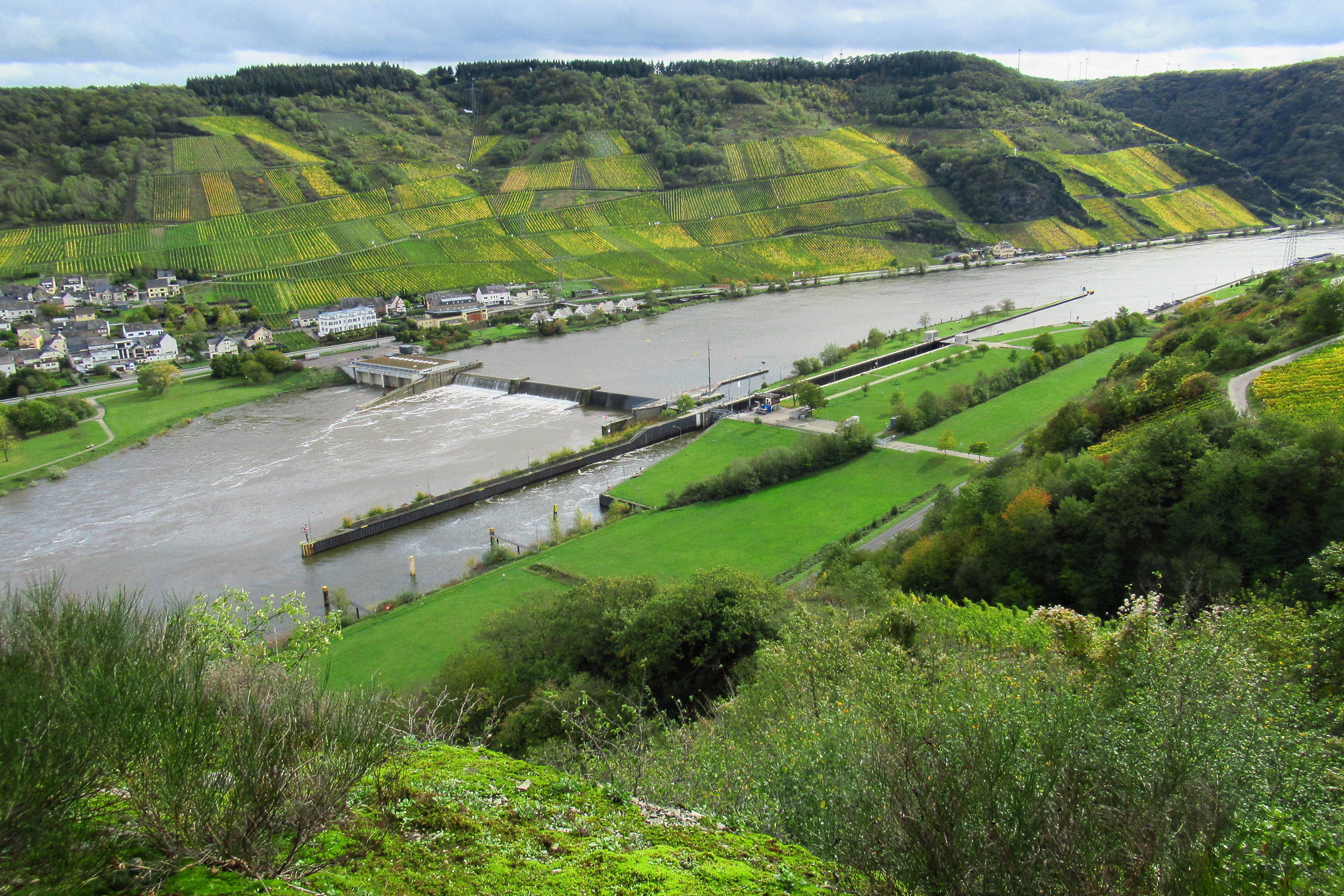
Staustufe Wintrich am Flusskilometer 141

Insgesamt 28 Staustufen befinden sich entlang der Mosel.
- 15 in Frankreich bei Neuves-Maisons, Villey-le-Sec, Toul, Fontenoy-sur-Moselle, Aingeray, Frouard-Pompey, Custines, Blénod-lès-Pont-à-Mousson, Pagny-sur-Moselle, Ars-sur-Moselle, Metz, Talange, Richemont, Thionville, Kœnigsmacker,
- 1 zwischen Luxemburg und Frankreich bei Schengen-Apach,
- 2 zwischen Luxemburg und Deutschland bei Stadtbredimus-Palzem und Grevenmacher-Wellen,
- 10 in Deutschland bei Trier, Detzem, Wintrich, Zeltingen, Enkirch, St. Aldegund, Fankel, Müden, Lehmen und Koblenz.

Außer in Detzem sind alle Bauwerke einer Staustufe nebeneinander angeordnet, wobei sich die Schleuse an einem Ufer, das Wehr in Flussmitte und das Laufwasserkraftwerk am anderen Ufer befindet. Zwischen Schleuse und Wehr liegen Bootsschleppe/Bootsgasse und Bootsschleuse, zwischen Wehr und Kraftwerk liegt die Fischtreppe.
An allen zwölf Staustufen in Deutschland und Luxemburg befindet sich je ein Laufwasserkraftwerk. In Frankreich an den fünf Standorten Schengen-Apach, Koenigsmacker, Uckange, Liégeot und Pompey. Bei den anderen Staustufen an der Mosel ist die Wassermenge nicht ausreichend zur wirtschaftlich rentablen Betreibung eines Wasserkraftwerks.
Jährlich werden die Schleusen im Sommer für acht bis zehn Tage für die Schifffahrt gesperrt, damit Wartungs- und Reparaturarbeiten ausgeführt werden können. Damit die Schifffahrt diese Sperrung einplanen kann, werden die Termine von der Moselkommission für einige Jahre im Voraus beschlossen und bekanntgegeben.
Alle Bauwerke sind durch niedrige Aufbauten in die Landschaft eingepasst; dies wurde durch die Wahl von Sektorwehrverschlüssen sowie von Hubsenktoren in den Oberhäuptern und Stemmtoren in den Unterhäuptern der Schleusen erreicht. Die Stauziele und Wasserkraftwerke werden von der Zentralwarte der RWE Power AG bei Fankel gesteuert.
Am 8. Dezember 2024 wurde das untere Schleusentor der Staustufe Müden bei einem Unfall beschädigt. 74 Schiffe steckten mehrere Wochen oberhalb auf der Mosel fest; durch notdürftige Erstmaßnahmen konnten sie noch im laufenden Jahr ausgeschleust werden.

### Tourismus

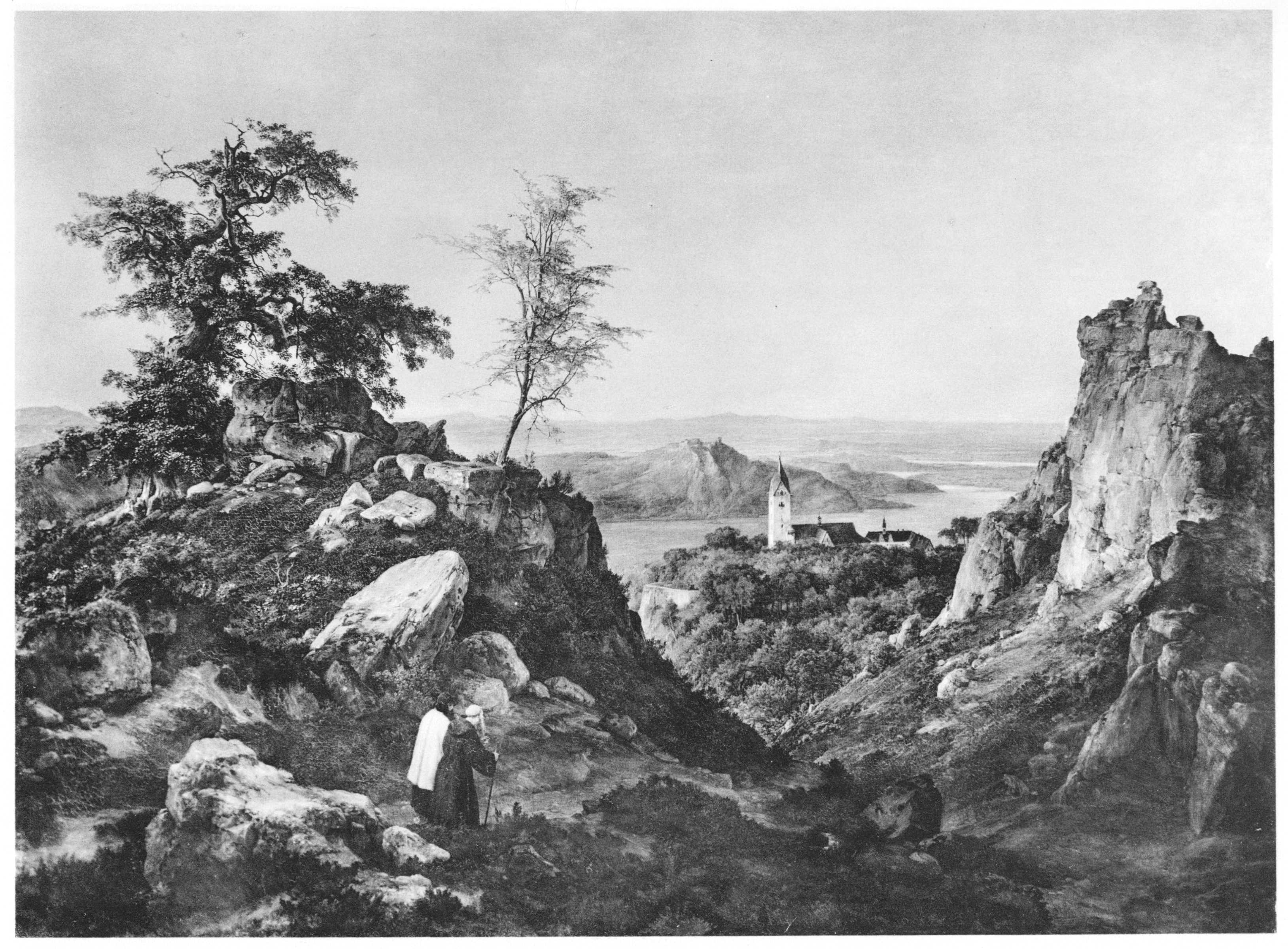
Mosellandschaft, Gemälde von Carl Friedrich Lessing

Im Moseltal verlaufen die Moselweinstraße und der Mosel-Radweg, der von Metz in Frankreich über Trier bis nach Koblenz am Rhein auf 311 Kilometer befahrbar ist. Zwischen Koblenz und Trier sind große Teile auf der Trasse der ehemaligen Moseltalbahn geführt. Letztmals war dies am 11. Juni 2017 am Sonntag nach Pfingsten auf den 140 Kilometern zwischen Schweich und Cochem auch autofrei im Rahmen des Happy-Mosel-Tages möglich.

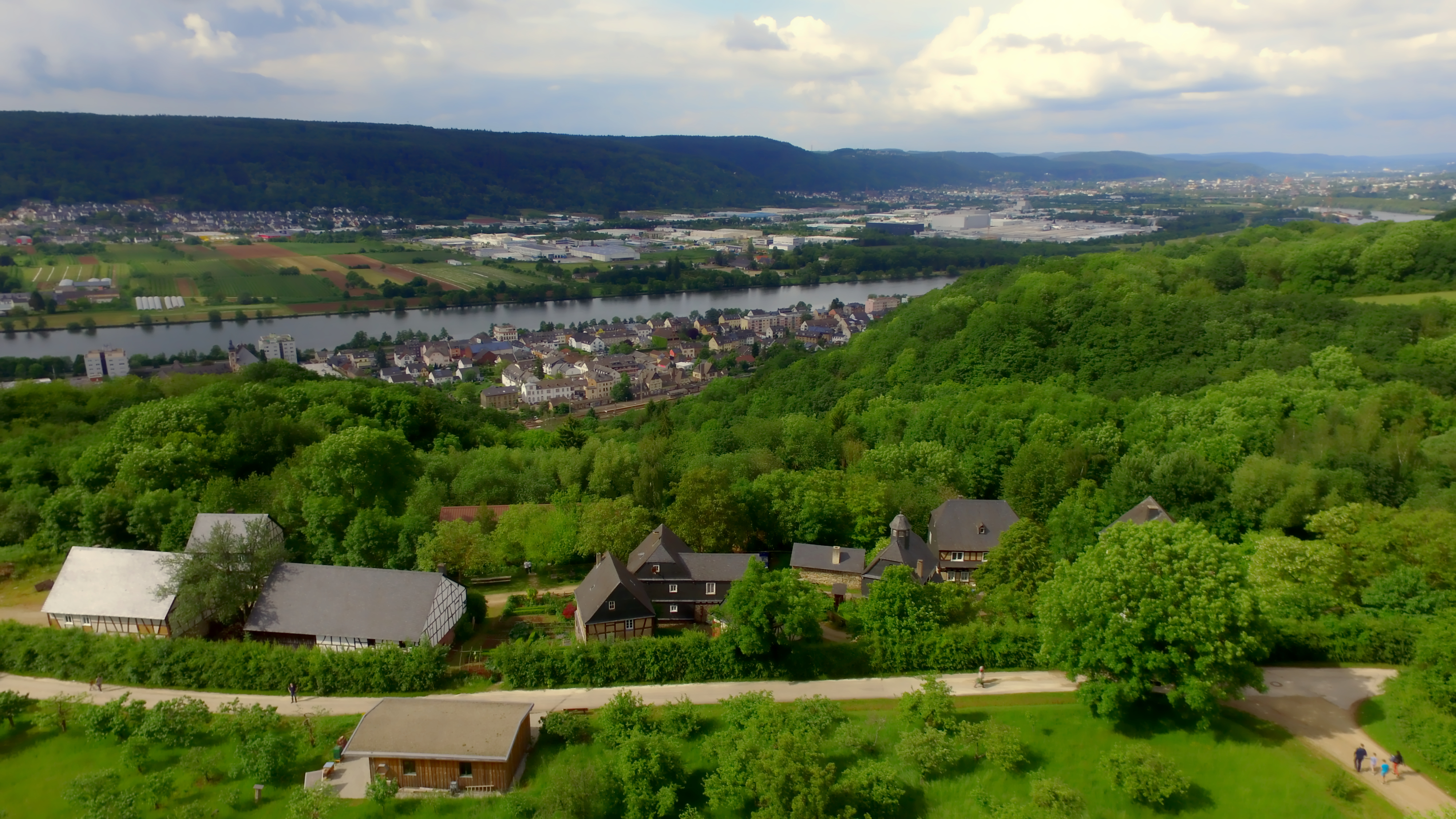
Mosel vom Freilichtmuseum Roscheider Hof in Konz

Zell an der Untermosel

Eine Reihe von Burgen und Ruinen zieren die Höhen über dem Moseltal, auch eine Besichtigungstour per Schiff ist möglich.
An der Mosel verläuft seit 1910 der Moselhöhenweg, ein Wanderweg, der auf der Eifelseite 185 km und auf der Hunsrückseite 262 km lang ist. Eine besondere Wanderung führt von Ediger-Eller aus über den Calmont-Klettersteig nach Bremm durch den steilsten Weinberg Europas.
Die Mosel war vor dem Bau der Staustufen ein Wanderfluss für Faltbootfahrer, deshalb haben viele Staustufen Bootsgassen. Der Fluss wird auch heute noch von vielen Kanuten befahren, insbesondere während der alljährlich im Frühsommer stattfindenden einwöchentlichen Schleusensperrungen – dann ohne die Berufsschifffahrt.
Seit 2008 ist der Mosel-Camino Teil des Jakobswegs nach Santiago de Compostela. Pilger beginnen ihren Weg unweit der Mosel-Mündung in Koblenz-Stolzenfels und erreichen nach ca. 160 km das Grab des Apostels Matthias in der Benediktinerabtei St. Matthias in Trier.
Im April 2014 wurde der Moselsteig eröffnet, welcher auf insgesamt 365 Kilometern von Perl an der Obermosel bis nach Koblenz führt. Zahlreiche Moselsteig-Partnerwege, die sogenannten Seitensprünge und Traumpfade, ergänzen das Wanderangebot im Moseltal.
Die ADAC Rallye Deutschland findet seit dem Jahre 2000 auch in den Weinbergen an der Mosel statt (Veldenz, Dhron, Piesport, Minheim, Kesten, Trittenheim, Fell, Ruwertal, Trier).
An der Staustufe Koblenz bietet das Mosellum Ausstellungen über die Fischwanderungen in der Mosel sowie über Gewässerökologie, Schifffahrt und Stromerzeugung. Mit Bau des Besucher- und Informationszentrums wurde eine moderne Fischtreppe in Betrieb genommen.
Die Moselregion wurde Anfang 2016 als Reiseziel empfohlen in dem Special 52 Places to Go in 2016 der New York Times.
16 Skulpturen des Bildhauersymposiums Steine am Fluss schmücken seit 1999 bzw. 2001 den Abschnitt zwischen Palzem und Konz.

### Weinbau

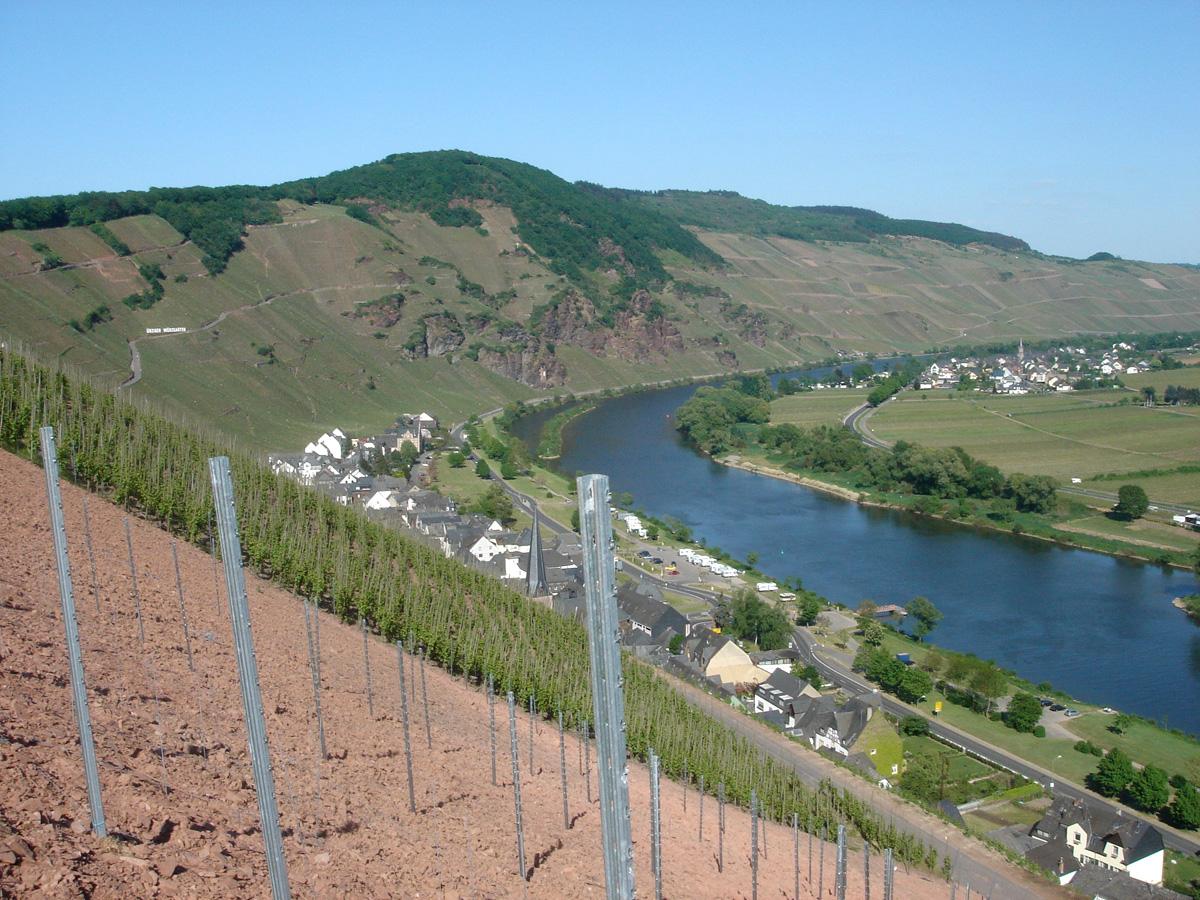
Weinberg Ürziger Würzgarten

An der Mosel liegt ein Weinbaugebiet mit einer Anbaufläche von etwa 10.540 Hektar. Den größten Anteil mit aktuell knapp 9.000 ha haben auf dem Gebiet Deutschlands die Bundesländer Rheinland-Pfalz und Saarland, der luxemburgische Teil hat eine Anbaufläche von etwa 1.300 ha (siehe Weinbau in Luxemburg). Moselaufwärts erstreckt sich in Frankreich der Anbau bis zur Seille im Gebiet Côtes de Moselle mit einer Anbaufläche von 130 ha und bis zum Gebiet um Toul (Côtes de Toul) mit einer Anbaufläche von 110 ha.
Die deutsche Moselweinregion führt, mit allen ihren Zuflüssen, seit 2007 die Anbau- bzw. Herkunftsbezeichnung „Mosel“ (bis 2006 Mosel-Saar-Ruwer). Aus Vermarktungsgründen teilen die Landwirtschaftskammern die Region in sechs Weinbaubereiche auf. Die Weinliteratur und Fachpresse benutzt dagegen eine Vierteilung, für die geomorphologische, kleinklimatische und auch historische Gründe sprechen:
1. Die Flusslandschaft der Obermosel gehört mit überwiegend Muschelkalkböden geologisch zum sogenannten Pariser Becken, was die nur rund 10 % Anteil Riesling (2010) und den steigenden Anbau von weißen und roten Burgunderreben erklärt. Die Hauptrebsorte auf der deutschen Seite der Mosel ist mit etwa 65 % die autochthone Rebsorte Elbling.
2. Um die Stadt Trier und in den Tälern der Saar und Ruwer mit ihren Seitentälern ist der Riesling mit über 80 % die vorherrschende Traube auf Schiefergesteinsböden. Eine klimatische Besonderheit dieses Bereichs ist die häufige Ausrichtung der oft kleinteilig parzellierten Lagen in südwest-südöstlicher Ausrichtung, in denen die Gewächse stärker kühleren Winden ausgesetzt sind und, besonders vor der neueren Klimaerwärmung, oft niedrigere Reifegrade erreichen, als in dem engen, oft tief eingeschnittenen Tal von Mittel- und Terrassenmosel.[39]
3. Mit rund 6.000 ha Weinbergen ist der Mittelmoselteil das flächenmäßig größte Anbaugebiet der Mosel. Nach Urteilen der Fachwelt und des Handels wachsen hier, in flurbereinigten Großlagen und in gerühmten Steillagen, sowohl in Quantität, wie auch in Qualität, die „großen“ Weine der Mosel.[40]
4. Im Untermoseltal zeigt sich der Weinbau von seiner malerischsten Seite: Mittelalterliche Burgen in großer Zahl über fachwerkgeschmückten, kleinen Dörfern, umgeben von kleinterrassierten Steillagen in dem engen, windungsreichen Tal. Hier ist der Arbeitsaufwand besonders hoch und die Erträge schwierig zu erwirtschaften. Daher häufig ist hier der Anblick verfallener Weinberge.

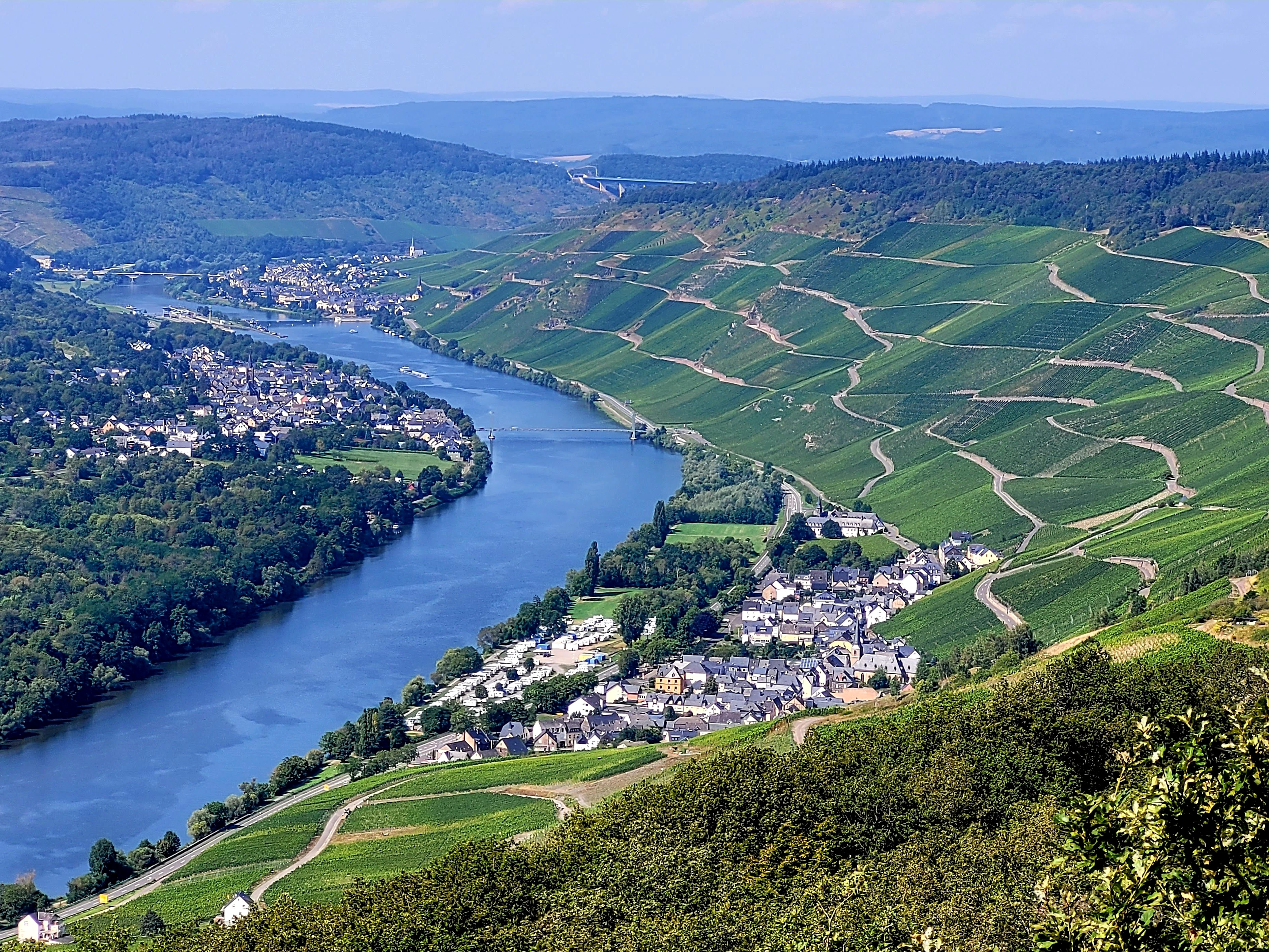
Weinlagen von Graach, Wehlen und Zeltingen

Der Weinanbau an der deutschen Mosel ist seit Jahrzehnten rückläufig. 2005 verzeichneten Statistiken 10.375 Hektar, 2012 noch 8.491. Brachgefallen sind dabei zumeist Flächen in extremen Steillagen. Besonders rückläufig ist die Zahl der sogenannten Nebenerwerbswinzer, bzw. der Klein- und bäuerlichen Familienbetriebe, die noch bis Ende der 1960er Jahre die Mehrzahl der Weinbaubetrieb stellte. Vergleichszahlen der Landwirtschaftskammer Rheinland-Pfalz für einige Weinorte an der Terrassenmosel z. B. nennen Anfang der 1960er Jahre noch 797, Anfang der 2000er Jahre nur noch knapp 100 Betriebe.
Eine gegenläufige Tendenz zeigt sich im Kreis der etablierten Traditionsweingüter und jüngeren Winzer mit einer fundierten Ausbildung in Önologie und Betriebswirtschaft, die mit Rekultivierung renommierter, lange vergessener Lagen, ihre Betriebe vergrößern. Der Ende des 20. Jahrhunderts „wiederentdeckte“ Nutzen des besonderen Terroir für eine Qualitäts- und Wertsteigerung, hat zu einem differenzierteren Urteil über „den“ Moselwein geführt, der bis vor wenigen Jahren noch in der Öffentlichkeit für Überproduktion, Etikettenschwindel und Billigangebot stand.
Siehe auch
- Weinfest der Mittelmosel in Bernkastel-Kues
- Zeltinger Himmelreich (Operette), benannt nach einer bekannten Weinlage des Ortes Zeltingen-Rachtig
- Schunkellied O Mosella von Karl Berbuer
- Mosellied (Im weiten deutschen Lande) von Georg Schmitt

### Moselschiefer
Moselschiefer ist eine Herkunfts- und Handelsbezeichnung für Schiefer aus den Gemarkungen Mayen, Polch, Müllenbach, Trier und Umgebung. Heute führen nur noch die Produkte aus den Dachschieferbergwerken Grube Katzenberg bei Mayen und Grube Margareta bei Polch die Bezeichnung Moselschiefer. Der Name stammt vom historischen Transportweg dieses Schiefers über die Mosel an den Niederrhein.

## Bilder

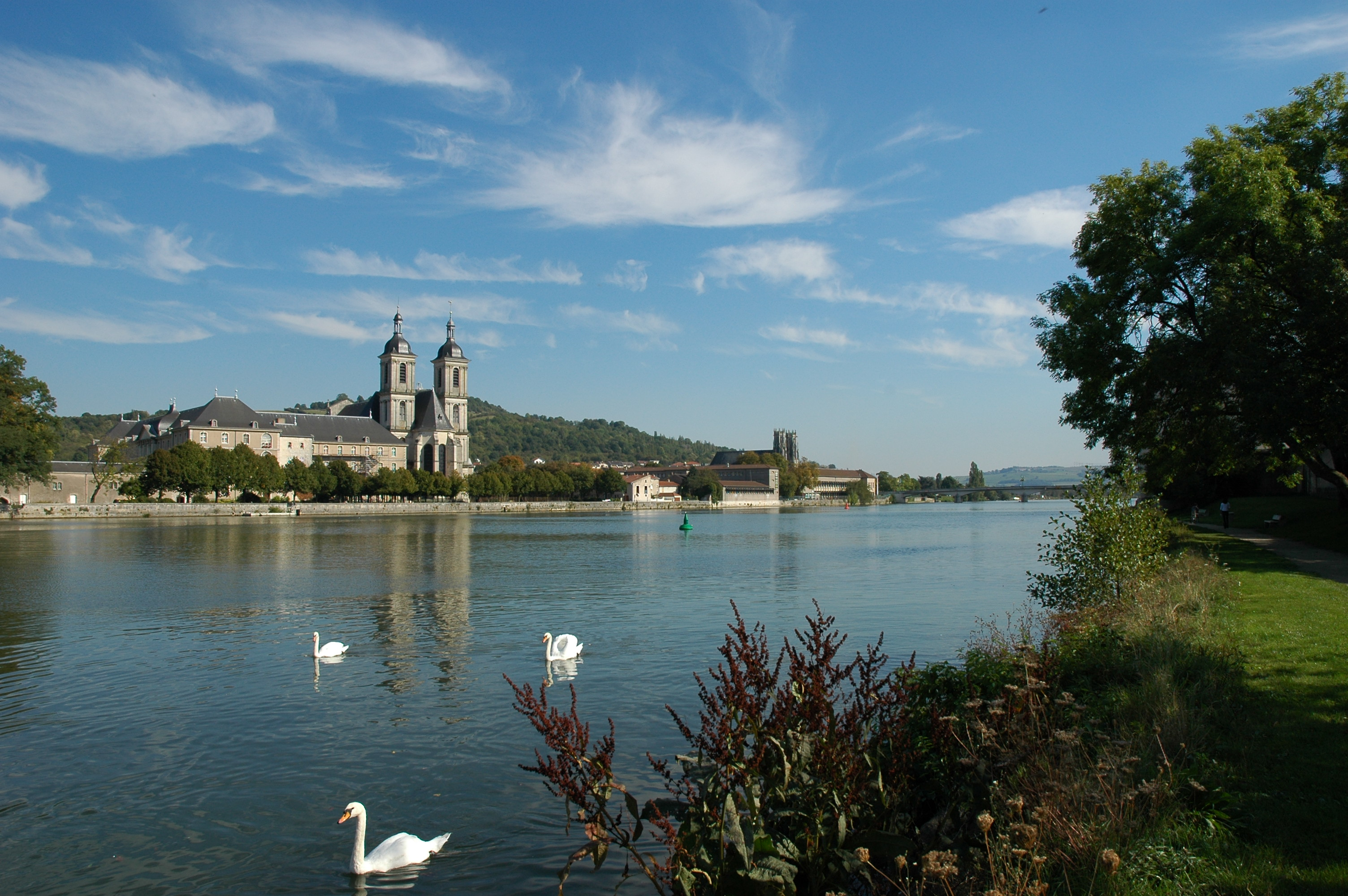
Mosel in Pont-à-Mousson (FR)
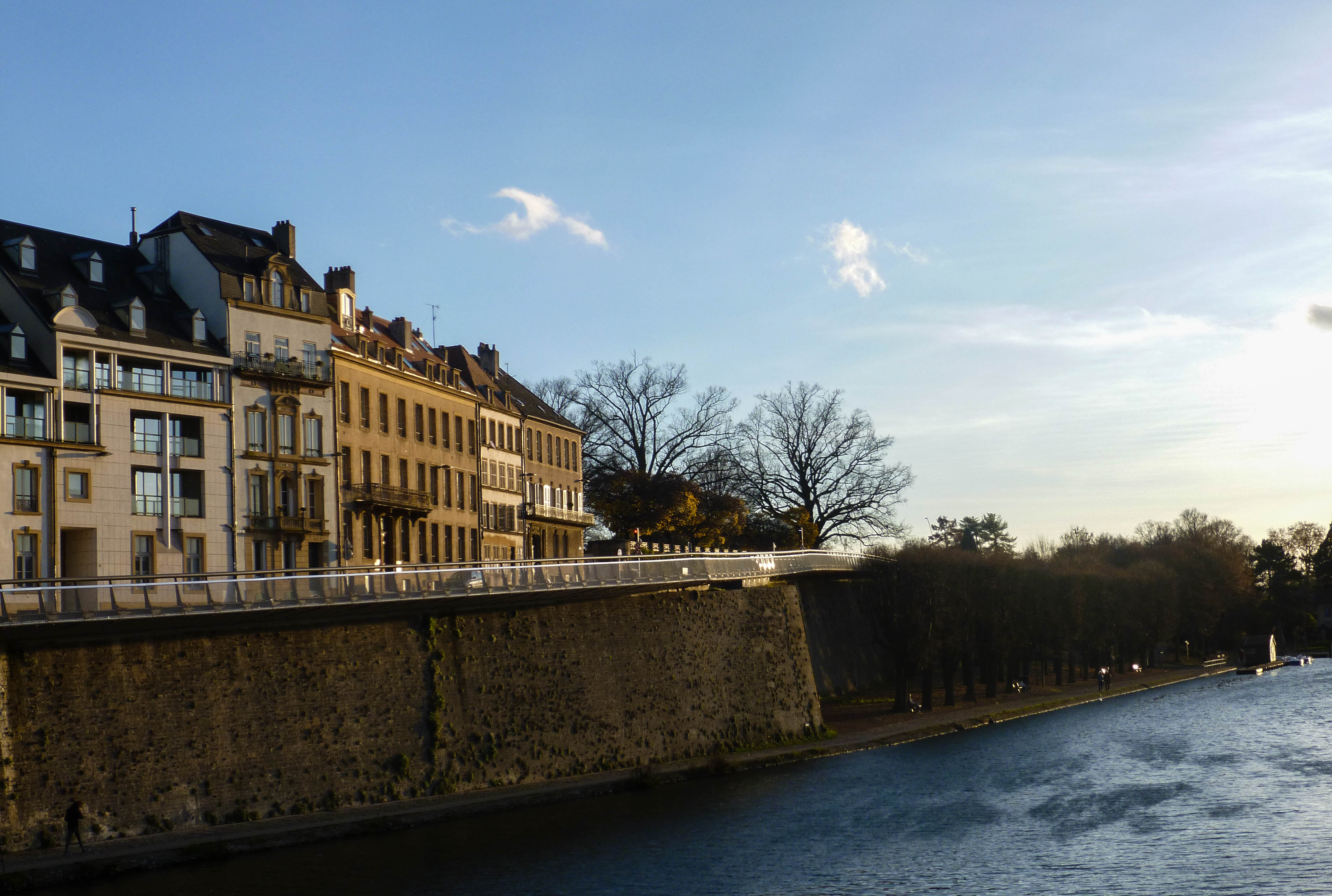
Mosel in Metz (FR)
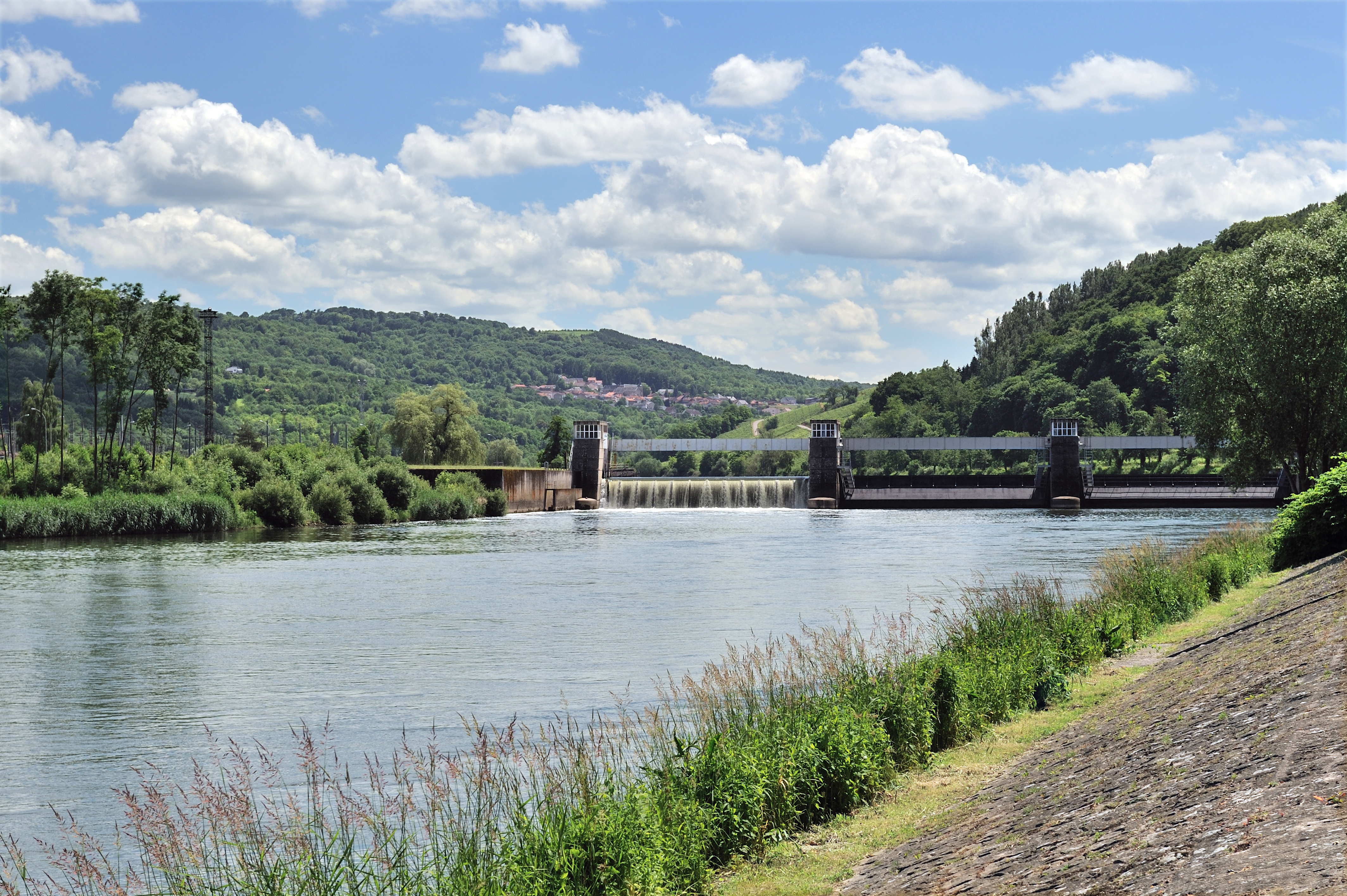
Mosel in Schengen (LU)
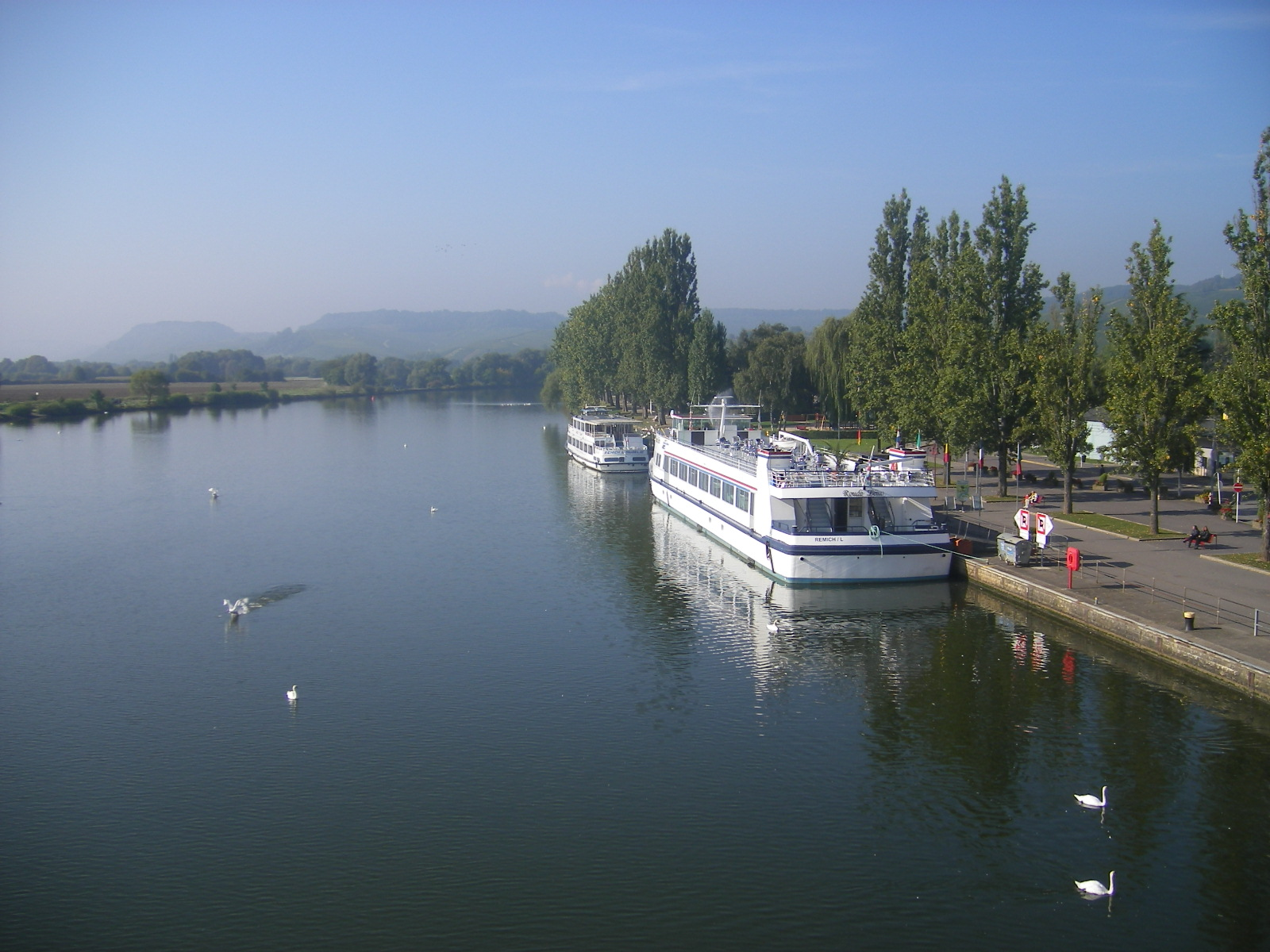
Mosel in Remich (LU)
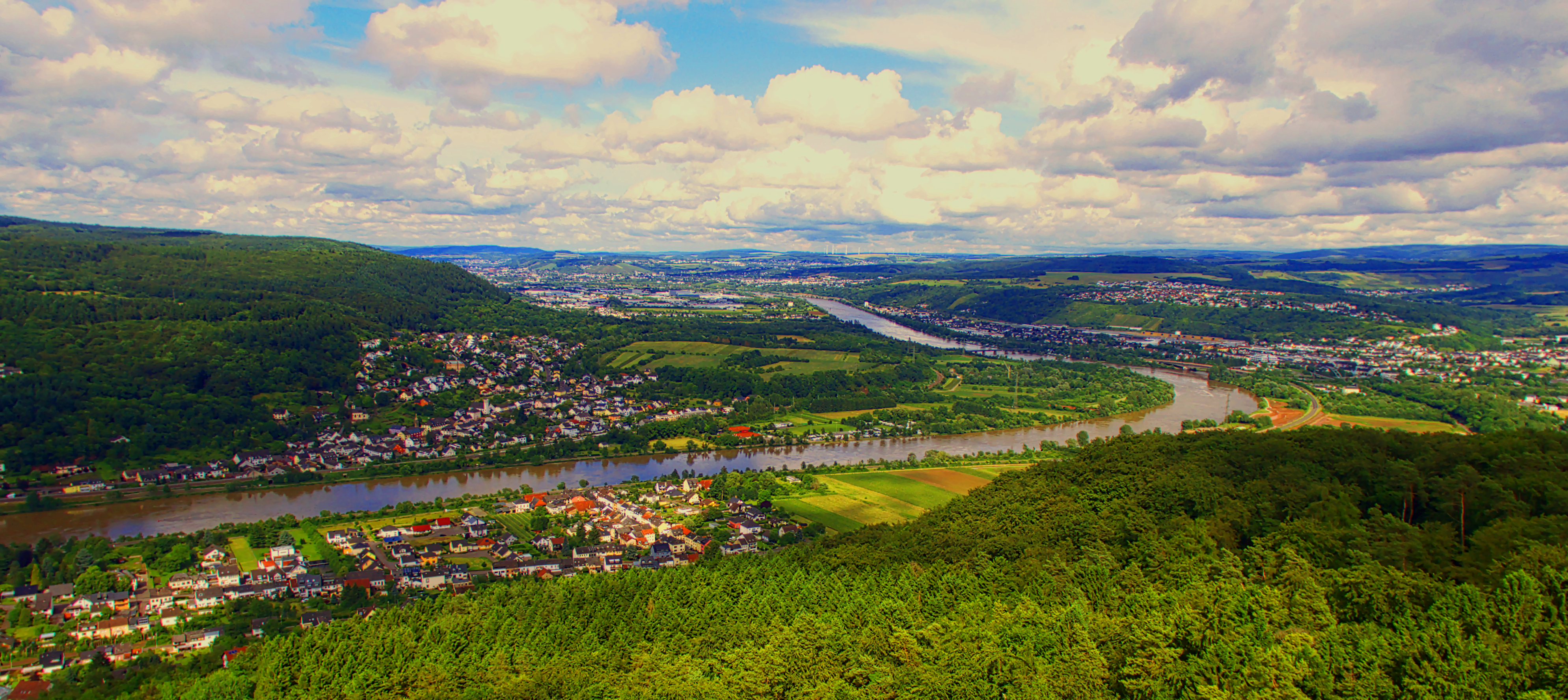
Moseltal: Trierer Talweite von der Löschemer Kapelle, Wasserliesch (DE)
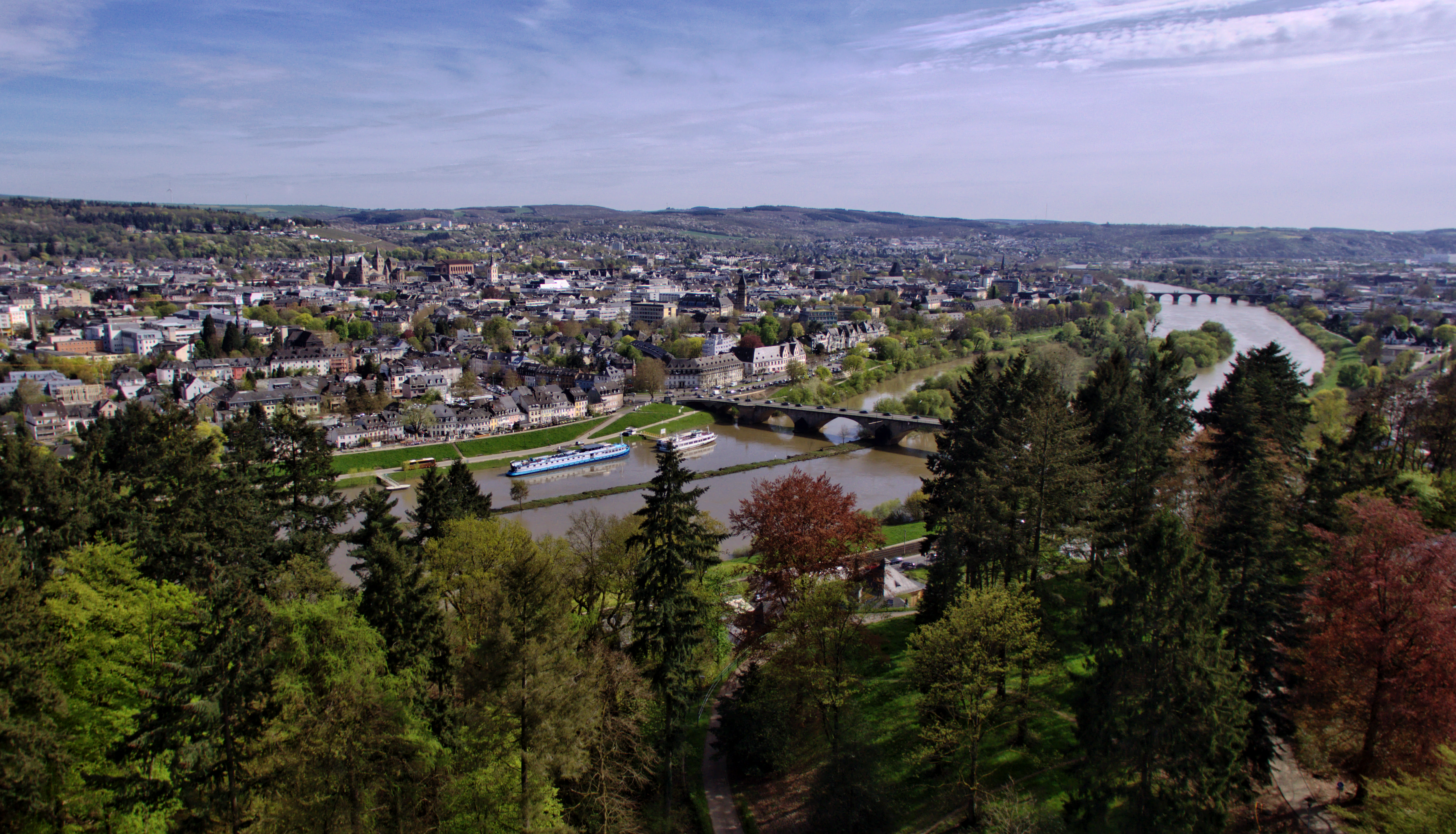
Mosel in Trier (DE)
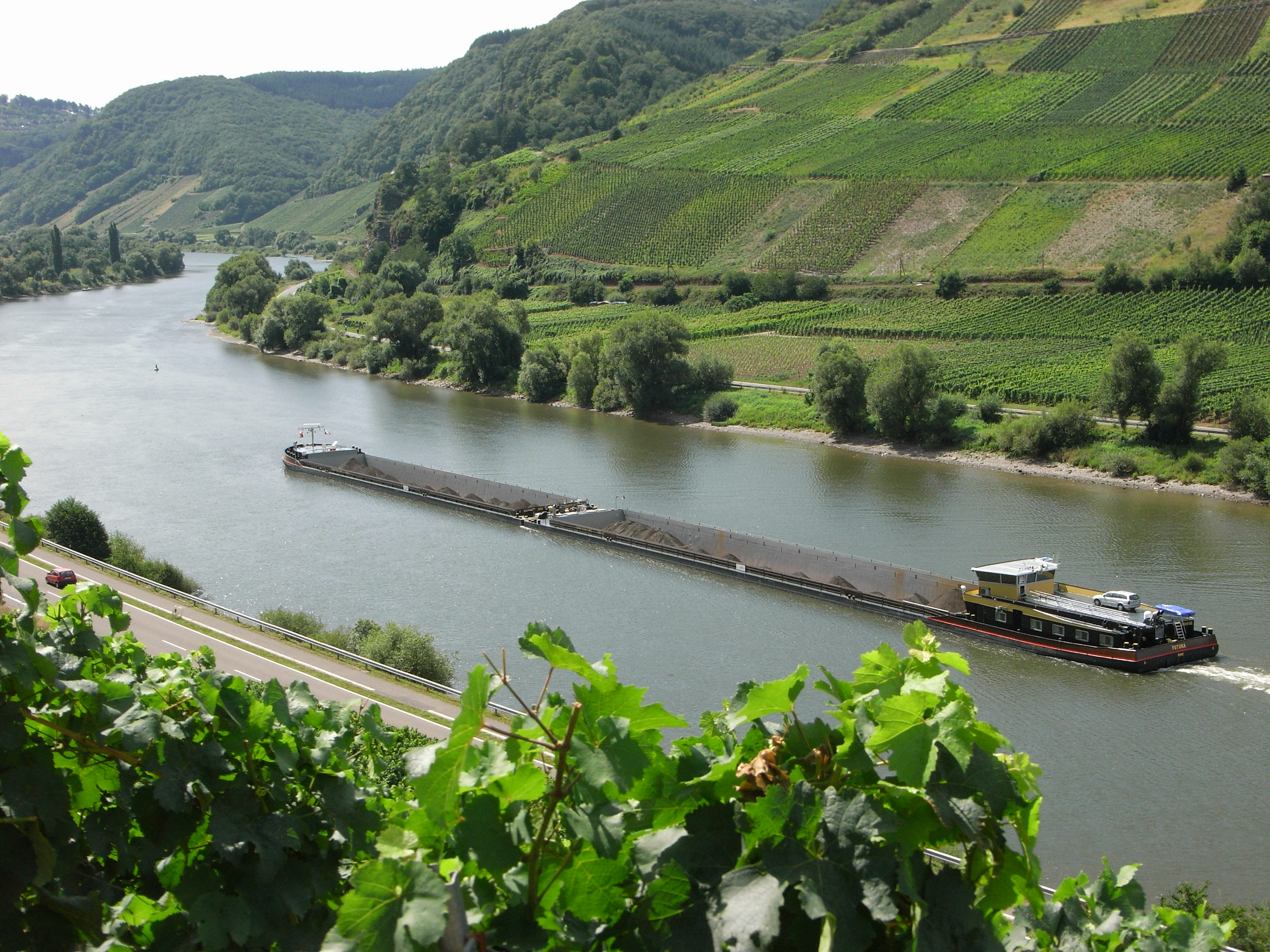
Koppelverband zwischen Reil und Burg (DE)
Mehrere Moselmäander. V. l. n. r.: Alf (ganz links), Bullay (gegenüberliegend), Zell (nicht sichtbar hinter der großen Schleife)  und Pünderich (rechts). Auf dem Bergrücken der großen Schleife, an der schmalsten Stelle, liegt die Marienburg.
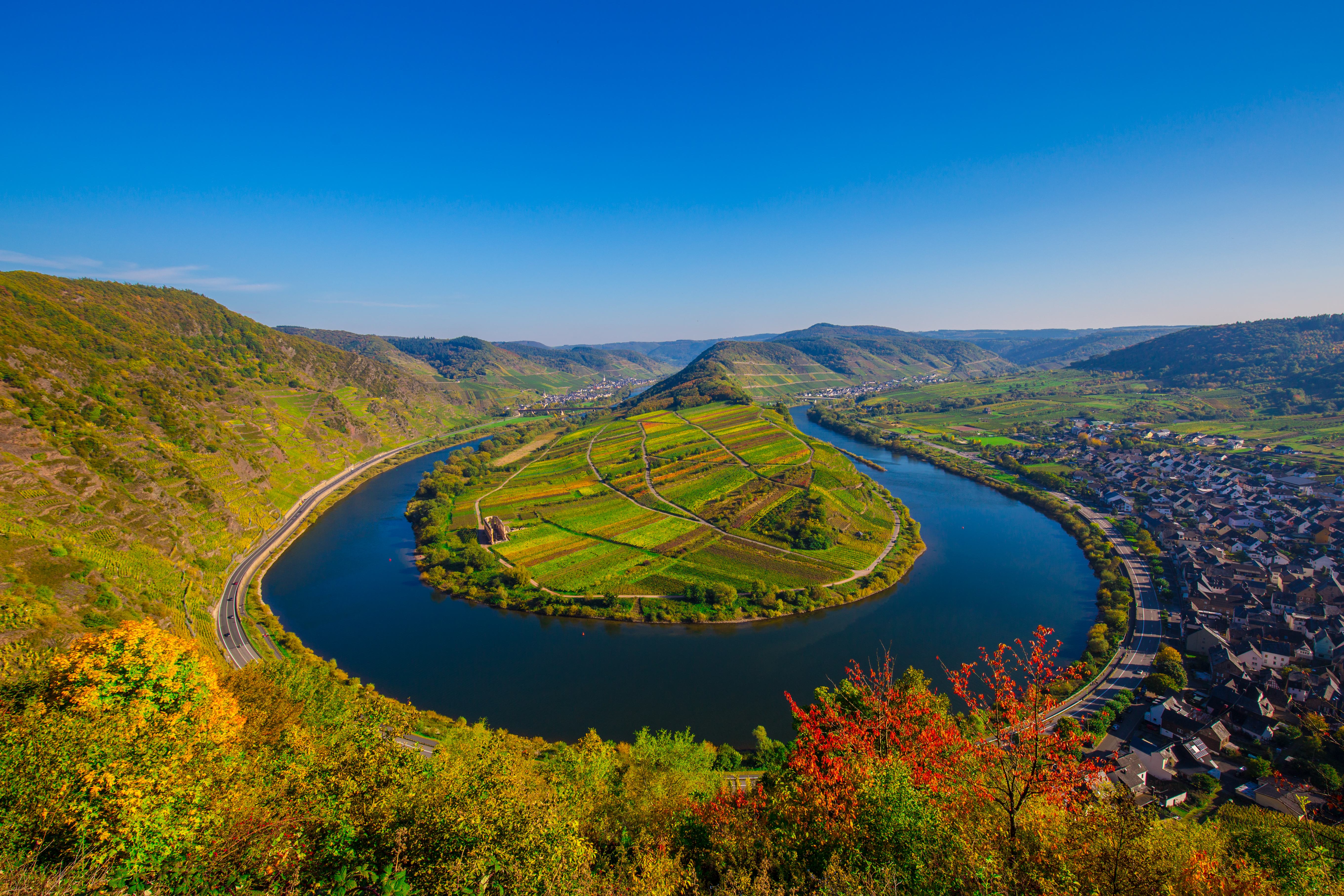
Moselschleife bei Bremm (DE), auf der linken Seite der Landzunge die Ruine des Klosters Stuben
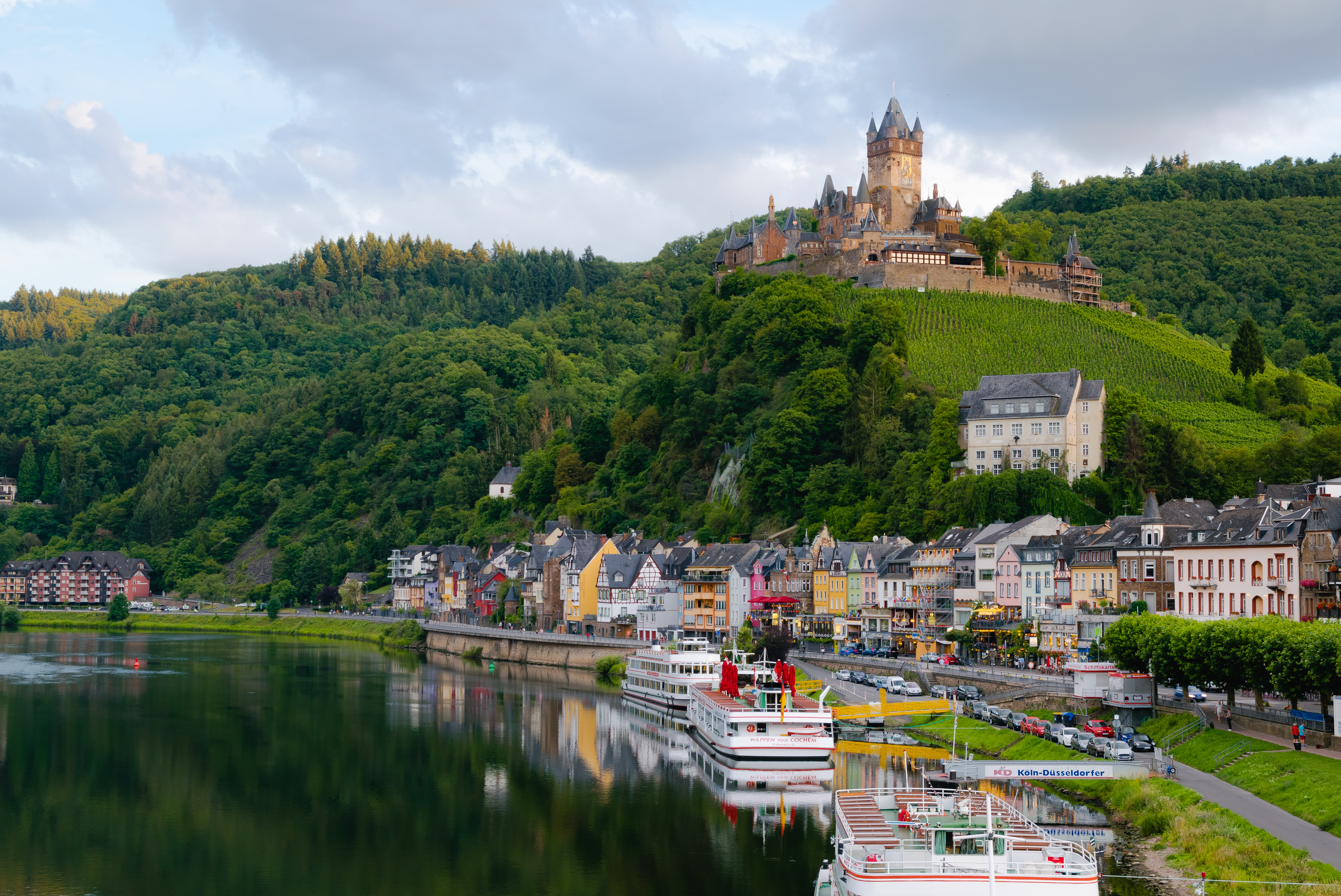
Cochem an der Untermosel (DE)
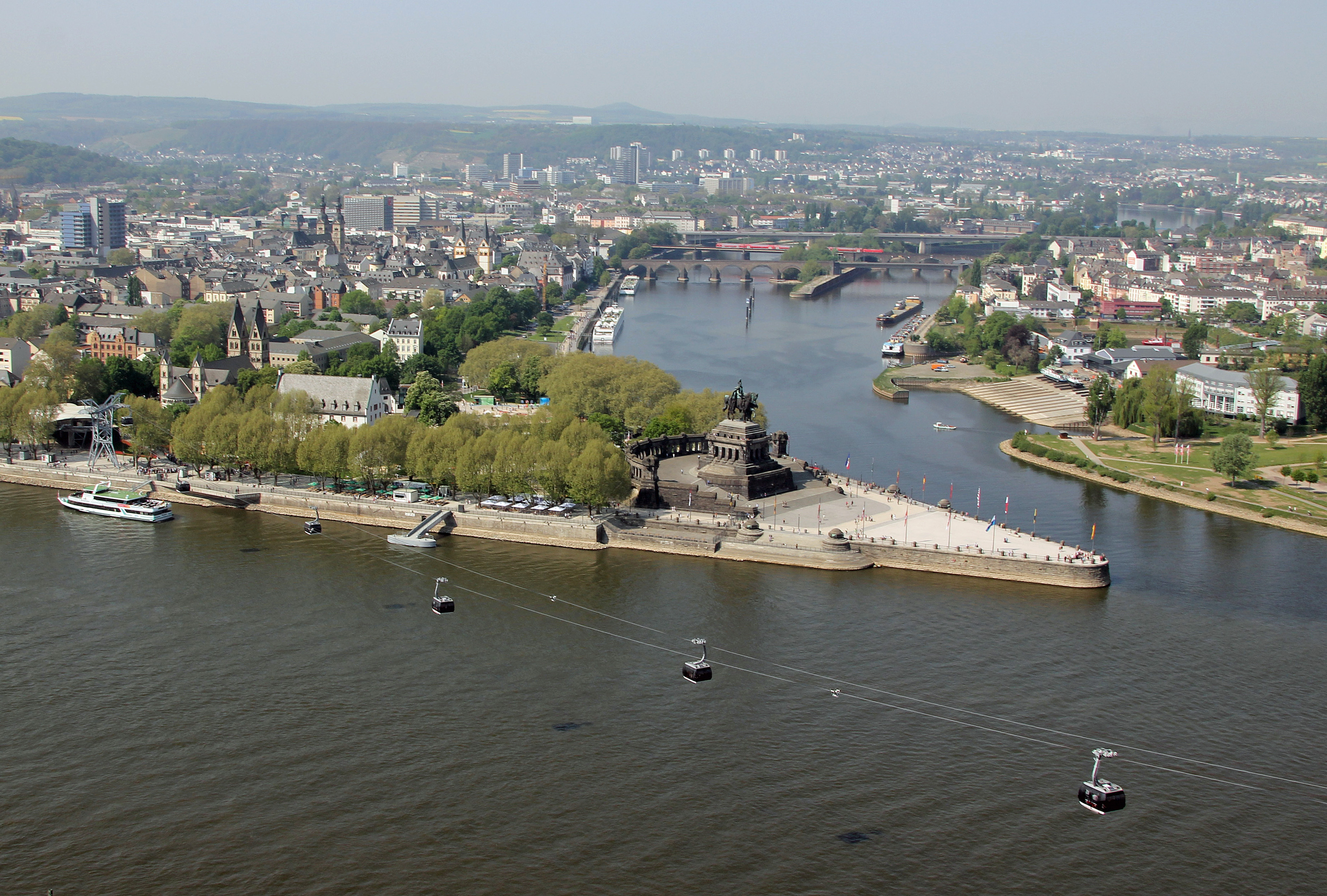
Koblenz: Rhein (vorn) und Mosel (hinten) am Deutschen Eck (DE)